# Seston
Seston je vsa snov, ki lebdi v vodi. 
Delimo ga na bioseston, ki predstavlja živi del, in neživi del ki se imenuje abioseston. Živi del biosestona predstavlja plankton. Neživi del abiosestona so rakrojeni delci živali in rastlin ter prepareli ostanki mineralnih kamnin. Seston vpliva na kakovost svetlobnih razmer in zmanjšuje prosojnost vode v vodnem ekosistemu.